# 苏梅 (巴西城镇)
苏梅是巴西帕拉伊巴州的一个市镇。总面积838.058平方公里，总人口14614人，人口密度17.4人/平方公里。